# Evansianthus georgiensis
Evansianthus georgiensis là một loài rêu tản trong họ Geocalycaceae. Loài này được (Gottsche) R.M. Schust. & J.J. Engel miêu tả khoa học lần đầu tiên năm 1973.